# 45.ª Divisão de Infantaria (Alemanha)
A 45ª Divisão de Infantaria (em alemão:45. Infanterie-Division) foi uma divisão da Alemanha na Segunda Guerra Mundial. A divisão foi destruída durante as ofensivas de verão do exército soviético. As partes restantes da divisão foram usadas para criar a 45ª Divisão de Granadeiros.
A 45ª Divisão de Granadeiros foi criada a partir da união das partes restantes da 45ª Divisão de Infantaria e da 546ª Divisão de Granadeiros, que havia sido recentemente criada no dia 7 de julho de 1944. A divisão foi redesignada como 45. Volksgrenadier-Division no mês de outubro de 1944.
A 45. Volksgrenadier-Division foi formada no mês de outubro de 1944 e lutou na batalha de Varsóvia, se rendendo para o Exército Vermelho em Königgrätz ao final da guerra.

## Comandantes
| Comandante                                    | Data                                             |
| 45ª Divisão de Infantaria                     | 45ª Divisão de Infantaria                        |
| --------------------------------------------- | ------------------------------------------------ |
| General der Infanterie Friedrich Materna      | 1 de abril de 1938 - 1 de outubro de 1940        |
| Generalmajor Gerhard Körner                   | 25 de outubro de 1940 - 27 de abril de 1941      |
| Generalleutnant Fritz Schlieper               | 27 de abril de 1941 - 27 de fevereiro de 1942    |
| Generalleutnant Fritz Kühlwein                | 27 de fevereiro de 1942 - 25 de abril de 1943    |
| Generalleutnant Hans Freiherr von Falkenstein | 25 de abril de 1943 - 30 de novembro de 1943     |
| Generalmajor Joachim Engel                    | 30 de novembro de 1943 - 27 de fevereiro de 1944 |
| Generalmajor Gustav Gihr                      | 27 de fevereiro de 1944 - 9 de abril de 1944     |
| Generalmajor Joachim Engel                    | 9 de abril de 1944 - ? de junho de 1944          |
| 546ª Divisão de Granadeiros                   |                                                  |
| Generalmajor Richard Daniel                   | ? de julho de 1944 - 19 de julho de 1944         |
| 45ª Divisão de Granadeiros                    |                                                  |
| Generalmajor Richard Daniel                   | 19 de julho de 1944 - ? de outubro de 1944       |
| 45. Volksgrenadier-Division                   |                                                  |
| Generalmajor Richard Daniel                   | ? de outubro de 1944 - 8 de maio de 1945         |

## Oficiais de Operações
| Oberstleutnant Wilhelm Münch      | 1939 - março de 1940                           |
| Major Wilhelm Hambergern          | 15 de março de 1940 - 1 de abril de 1941       |
| Major Armin Dettmer               | 1 de abril de 1941 - 20 de outubro de 1941     |
| Oberstleutnant Karl-Heinz Wirsing | 20 de outubro de 1941 - 10 de novembro de 1943 |
| Major Rudolf Grüner               | 10 de novembro de 1943 - 10 de julho de 1944   |

## Área de operações
| Polônia                        | setembro de 1939 - maio de 1940             |
| França & Bélgica               | maio de 1940 - junho de 1941                |
| Frente Oriental, setor central | junho de 1941 - junho de 1944               |
| Alemanha                       | julho de 1944 (546ª Divisão de Granadeiros) |
| Frente Oriental, setor central | julho de 1944 - outubro de 1944             |
| Polônia & Checoslováquia       | outubro de 1944 - maio de 1945              |

## História
Com a união da Alemanha com a Áustria, as forças armadas também foram unidas e a 4ª divisão austríaca foi incorporada no Exército alemão (Heer) e redesignada como a 45ª Divisão de Infantaria. Em 1939, na Campanha da Polônia, a divisão estava na ala direita do von Runstedt da Heeresgruppe Sud. Uma comunicado de guerra da divisão relata:
"Foram realizada grandes marchas rápidas com as tropas a pé. No duradouro calor opressivo, poeira terrível e sede miserável, os homens mostraram nestes dias com amarga energia que marchando era o desempenhos que poderiam dar. Em treze dias foram cobertos 400 Km a partir da fronteira Lubaszov para a área, uma média de mais de 30 quilômetros por dia." O total de perdas para a divisão na campanha polaca foi de 158 mortos, 360 feridos.
Inicialmente mantida na reserva para a Treysa em maio de 1940 na invasão da França, a divisão se encontra profundamente empenhada sul de La Malmaison para travessia do rio Aisne em 9 de junho, um relatório de guerra descreve a travessia:
"Às 05:00 a nossa artilharia subitamente abriu fogo. Ao longo da parte inferior do rio a esta hora ainda se estabelecia pesado nevoeiro, infelizmente, o que tornou impossível observação fiáveis. A artilharia teve de mover seu fogo em frente, que obrigou a infantaria a abrir o seu próprio caminho ao longo do rio para o primeiro salto. No processo, que reuniu um insone inimigo, totalmente preparado para se defender, que jogou um fogo motal sobre eles. Atiradores inimigos e metralhadoras invisìveis na cobertura da outra margem, em arbustos, trincheiras e bunkers de sacos de areia, ou que foram posicionados em árvores, juntamente com as suas metralhadoras. A artilharia francesa, destinada a fornecer uma plena resistencia, atira em todas as nossas posições por todo o caminho de volta para as fortificações de Reims, com armas de todos os calibres superiores a 28 centímetros, com efeito destruidor. Inicialmente parecia que cada batalha iria acabar numa sangrenta derrota. Uma parte da primeira onda da infantaria caiu, foram mortos ou feridos em Aisne, sendo afundados juntamente com o seus barcos de borracha, ou os barcos flutuavam rio abaixo fora de controle, com as suas tripulações mortas. Mas os atacantes não desistiram. Mais e mais barcos de borracha foram lançados e quando um esquadrão era derrubado, o próximo, dura e amargamente, vinha nos barcos. Outros mergulhavam na água totalmente equipados e conseguiam nadar para a outra margem. As primeiras tropas de choque do 133 Regimento de Infantaria, liderados pelos Leutnants Wolfinger e Schweitzer, atingiu o litoral sul durante a travessia, apesar grandes perdas, mas conheci a pesada defesa inimiga lá, que foram quase completamente limpos do local quando eles invadiram a frente. Lt.Schweitzer morreu de um tiro no abdômen."
A agora veterana 45ª Divisão de Infantaria foi atribuído a Heeresgruppe Mitte, 2.Panzergruppe, XII.Armeekorps em 22. De junho de 1941 invasão da União Soviética. No início da campanha do Leste, à divisão foi atribuído a séria tarefa de tomar a fortaleza de Brest-Litovsk sobre o rio Bug. A luta realizada para reduzir a fortaleza soviética foi brutal, e a divisão teve muitas vítimas no processo:
"Em 22 de junho, a 45ª Divisão de Infantaria não suspeitava que iria sofrer tais pesadas perdas nesta antiga fronteira fortaleza. Capião Praxa tinha preparado o seu ataque contra o coração da cidadela de Brest com grande cautela. O III/135.Inf. Reg., estava tomando a parte ocidental da ilha e a área central com o quartel bloco. Eles tinham estudado minuciosamente tudo na mesa de areia. Eles tinham um modelo construído a partir de fotografias aéreas e antigos planos a partir do dia da campanha polaca, quando teve de ser entregue aos russos, até então, Brest estava em mãos alemãs. Os oficiais de Guderian avisaram desde o início que a cidadela poderia ser tomada apenas pela infantaria, uma vez que era contra tanques. Uma floresta circular, ocupando uma área de cerca de dois quilômetros quadrados, é circundado por fossos e ramificações fluviais, e sub-dividida internamente pelos canais artificiais e cursos de água em quatro pequenas ilhas. Casamatas, posições de atiradores Snipers, cubilotes blindados com armas antitanque e antiaereas, foram estabelecidas, bem camufladas, atrás de arbustos e árvores. Em 22 de junho, havia ao todo cinco regimentos soviéticos em Brest, que incluía dois regimentos artilharia, um batalhão reconhecimento, e um destacamento antiaéreo independente, e a oferta de batalhões médicos ".
A 45ª Divisão reportou após a ação de 30 de junho de 1941 o seguinte relato:
"A divisão fez 7.000 prisioneiros, incluindo 100 oficiais. As perdas alemãs foram de 482 mortos, incluindo 32 oficiais, e mais de 1000 feridos."
O magnetude destas perdas podem ser avaliadas pelo fato de que o total das perdas alemãs na frente oriental até 30 de junho de 1941 foram de 8.886 mortos. A cidadela de Brest, portanto, representou mais de 5 por cento de todas as vítimas fatais.
Avançando através da Bielorrússia e as marchas de Pripyet no verão de 1941, as tropas marchando e suas colunas enfrentaram outros inimigos além dos russos. As dificuldades do avanço e do fornecimento de suprimentos para as tropas durante as primeiras fases das operações no Leste foram relacionados nesta passagem a partir do diário de guerra da divisão relativo ao seu avanço através de Pripyet:
"Foi durante quatro semanas, através do pântano, sujeira e poeira, em direcção a Gomel… Este não era mais um "avanço", mas literalmente estavamos rastejando através de uma miserável areia de 40 a 50 cm de profundidade, pântano insondável, árvores grossas e um matagal denso. Em vários lugares as estradas primeiro tiveram de ser construídas para fazer qualquer progresso. Os motores dos veículos tinham problemas inacreditáveis, a areia fina foi parar em tudo e danificou pistões e cilindros. Além disso, eles eram muito baixos para este terreno, muitas vezes os seus chassis batiam e estes poderiam somente ser movidos apenas com uma ajuda de ambos os lados, muitas vezes tinham um eixo quebrado ou paralamas, silenciadores, linhas de freio, etc.... Os motoristas das colunas, em particular, faziam tudo humanamente possível para avançar. "
Ainda avançando, a divisão passou a lutar contra a sudoeste de Moscou, antes de ser empurrado para trás, pelos esmagadores reforços siberianos na contra-ofensiva de dezembro em Zhukov. Os relatórios do caderno de guerra Tula, dezembro, 1941:
"A partir da fronteira através de Kiew para Jelez sobre a Shossna, 2.100 km foram cobertos em marcha e luta a partir de 22 de Junho até 8 de Dezembro de 1941. Depois, durante a noite a temperatura baixava novamente para 37 graus abaixo de zero…"
Em 12 de dezembro de 1941, OKH Generalstabschef Halder relatou ao FHQ de que a unidade foi duramente combatida e imprópria para novas operações de combate pela falta de suprimentos. Embora a tentativa de retirarada para posições de reserva, o seu percurso de retirada foi cortado pelos soviéticos e os elementos da divisão foram cercadas e dispersos. Muito da artilharia que é puxada a cavalos e veículos foram abandonados à cegueira de neve para desviar do avanço dos russos, com os cavalos ou morrendo de fome ou congelando até a morte.
Surpreendentemente, a divisão conseguiu ficar na linha durante o Inverno e na Primavera de 1942 foi capaz de absorver e treinar os seus batalhões para substítui-los, enquanto na frente havia a preparação para o Verão 1942 antecipando a ofensiva no sul do país, onde a mudou para o Heeresgruppe Sud, e funcionou sob o comamndo do LV.Armeekorps do general von Salmuth do 2º Exército. Na ofensiva do Verão de 1942 a divisão estava na ala norte do avanço alemão sobre o Volga, estagnado, e lutando na defensiva contra os soviéticos na frente em Bryansk ao redor de Voronesh. Tratar-se-ia ir mais longe. A reação à ofensiva soviética em novembro alemão que destruiu o 6º Exército em Stalingrado foi para o norte para limpar o 2º Exército de Voronesh no início de 1943. Após escapar do cerco, os remanescentes do 2º Exército foram para o oeste para chegar nas posições defensivas a oeste de Don até Rylsk.
Em 1º de julho de 1943 a 45ª Divisão seria um componente do XX.Armeekorps do Gen.der Infanterie Freiheer von Roman, sendo corpo de reservado 9º Exército do Generaloberst Model, para a iminente Operação Zitadelle contra forças soviéticas em Kursk.
Aconteceram algumas das mais brutais combates ofensivo das ofensivas do 9º Exército, onde a divisão sofreu graves baixas, e seria severamente diminuída até o final de julho de 1943.
Lutando contra as forças do Ocidente no Outono, na defesa de Sozh, e nas subsequente retiradas do Heeresgruppe Mitte, a divisão quase que entrou em colapso, mas mantinha-se à frenteaté as novas ofensivas do Exército Soviético.
A 45ª Divisão foi em grande parte destruída nas ofensivas de verão do exército soviético no ano de 1944. Os poucos sobreviventes da divisão, vindos do grande cerco do Exército Vermelho, seriam utilizados para formar o quadro de elementos para uma nova divisão, a 45ª Divisão de Granadeiros.

## Organização

### Composição Geral
- Grenadier-Regiment 130
- Grenadier-Regiment 133
- Grenadier-Regiment 135
- Artillerie-Regiment 98
- I./Artillerie-Regiment 99
- Aufklärungs-Abteilung 45
- Panzerjäger-Abteilung 45
- Pionier-Bataillon 81
- Nachrichten-Abteiliung 65
- Sanitäts-Abteilung 45
- Feldersatz-Bataillon 45

### 1939
- Infanterie-Regiment 130
- Infanterie-Regiment 133
- Infanterie-Regiment 135
- Aufklärungs-Abteilung 45
- Artillerie-Regiment 98
- I. Abteilung
- II. Abteilung
- III. Abteilung
- I./Artillerie-Regiment 99
- Pionier-Bataillon 81
- Panzerabwehr-Abteilung 45
- Nachrichten-Abteilung 65
- Feldersatz-Bataillon 45
- Versorgungseinheiten 45

## 1942
- Grenadier-Regiment 130
- Grenadier-Regiment 133
- Grenadier-Regiment 135
- Radfahr-Abteilung 45
- Artillerie-Regiment 98
- I. Abteilung
- II. Abteilung
- III. Abteilung
- I./Artillerie-Regiment 99
- Pionier-Bataillon 81
- Panzerjäger-Abteilung 45
- Nachrichten-Abteilung 65
- Feldersatz-Bataillon 45
- Versorgungseinheiten 45

## 1943-1944
- Grenadier-Regiment 130
- Grenadier-Regiment 133
- Grenadier-Regiment 135
- Füsilier-Bataillon 45
- Artillerie-Regiment 98
- I. Abteilung
- II. Abteilung
- III. Abteilung
- I./Artillerie-Regiment 99 (1)
- Pionier-Bataillon 81
- Panzerjäger-Abteilung 45
- Nachrichten-Abteilung 65
- Feldersatz-Bataillon 45 (2)
- Versorgungseinheiten 45

Notas
1. Destruida em Junho de 1944; reformada em 19 de julho de 1944 como IV./Artillerie-Regiment 98 para os 45. Grenadier Division.
2. Redesignado Feldersatz-Battailon 98 em 27 de Outubro de 1943.

## Serviço de Guerra
| Datas           | Corpo               | Exército           | Grupo de Exército | Área          |
| --------------- | ------------------- | ------------------ | ----------------- | ------------- |
| Set 1939        | XVII                | 14º Exército       | Süd               | Polônia       |
| Dez 39 - Mai 40 |                     | Reserva            | OKH               | Treysa        |
| Jun 40          | XXVI                | 2º Exército        | A                 | Frankreich    |
| Jul 40          | XXIII               | 9º Exército        | A                 | Frankreich    |
| Ago 40 - Nov 40 | XXXII               | 16º Exército       | A                 | Bélgica       |
| Dez 40 - Jan 41 | XXIII               | 16º Exército       | A                 | Bélgica       |
| Fev 41 - Abr 41 | XXXXII              | 16º Exército       | A                 | Bélgica       |
| Mai 41          | XXXXII              | 15º Exército       | D                 | Bélgica       |
| Jun 41          | XII                 | 4º Exército        | Mitte             | Brest-Litowsk |
| Jul 41          | LIII                | Reserva            | Mitte             | Pinsk         |
| Ago 41 - Set 41 | XXXV                | 2º Exército        | Mitte             | Gomel, Kiew   |
| Out 41          | XXXIV               | 2º Exército Panzer | Mitte             | Jelez, Tula   |
| Nov 41 - Dez 41 | XXXIV               | 2º Exército        | Mitte             | Jelez, Tula   |
| Jan 42          | LV                  | 2º Exército        | Mitte             | Kursk         |
| Fev 42 - Jul 42 | LV                  | 2º Exército        | Süd               | Orel          |
| Ago 42 - Fev 43 | LV                  | 2º Exército        | B                 | Woronesch     |
| Mar 43          | Reserva             | 2º Exército Panzer | Mitte             | Orel          |
| Abr 43 - Jun 43 | XX                  | 2º Exército Panzer | Mitte             | Orel          |
| Jul 43 - Ago 43 | XX                  | 9º Exército        | Mitte             | Orel          |
| Set 43          | XXXV                | 9º Exército        | Mitte             | Brjansk       |
| Out 43 -Nov 43  | XXXV                | 2º Exército        | Mitte             | Gomel         |
| Dez 43 - Jun 44 | XXXV                | 9º Exército        | Mitte             | Brobruisk     |
| Jul 44          | Cessão desconhecida |                    |                   |               |